# Brevê paraquedista

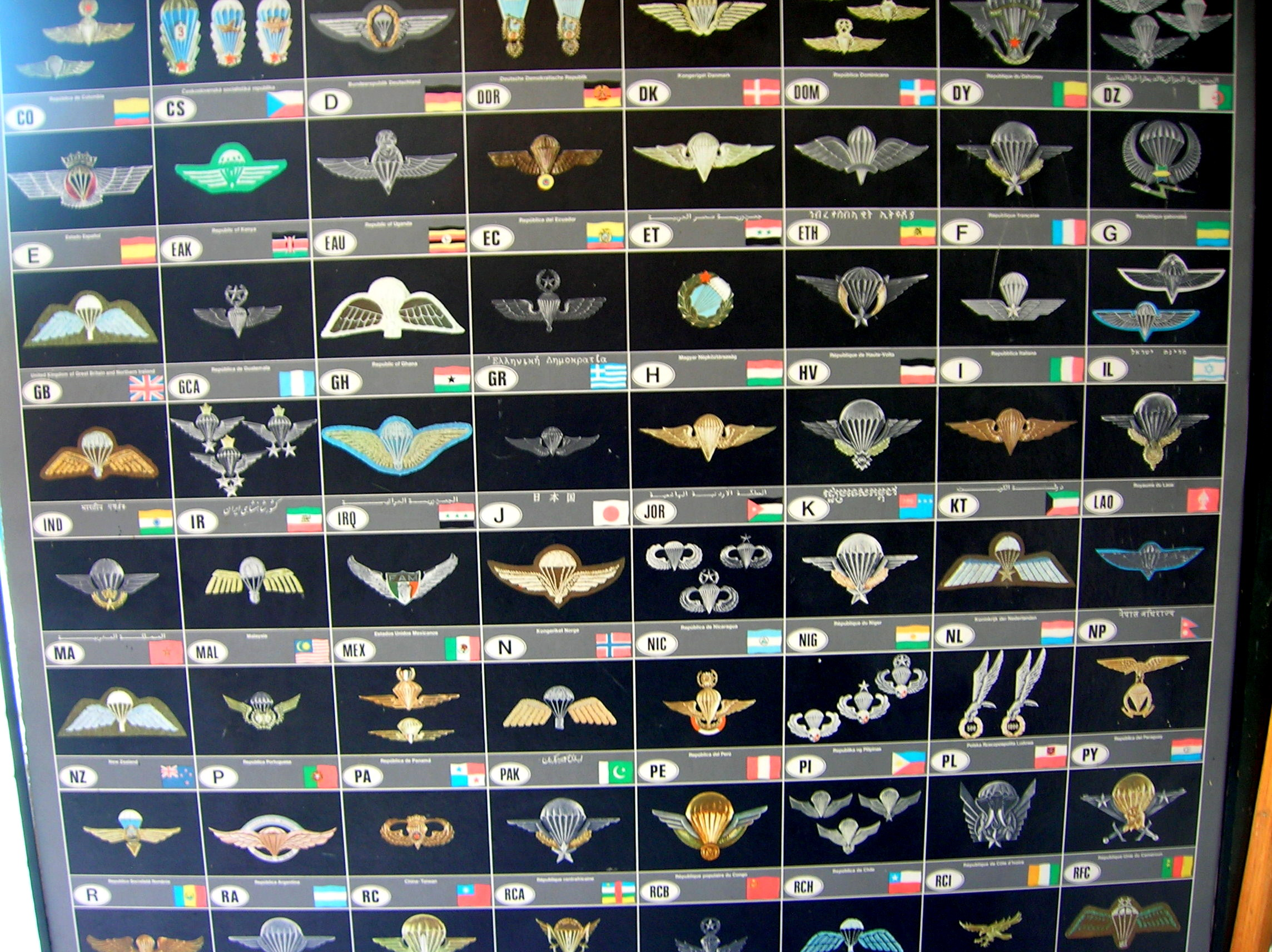
Distintivos pára-quedistas das forças armadas de vários Estados

Um brevê paraquedista, distintivo de paraquedista ou asas paraquedistas é um distintivo militar concedido pelas forças armadas de muitos Estados a soldados que receberam treinamento de paraquedismo e completaram o número necessário de saltos. É difícil avaliar qual país foi o primeiro a introduzir tal prêmio.

## França
A Escola de Tropas Aerotransportadas supervisiona diferentes cursos.

#### Estagiário Militar Paraquedista
O Brevê de Iniciação ao Paraquedismo Militar (em francês:  Brevet d'initiation au parachutisme militaire, BIPM) foi criado em 1980 e destinado a militares fora das unidades aerotransportadas. Foi concedido por quatro saltos diurnos. O curso BIMP foi encerrado em 1994 para militares franceses, mas o distintivo ainda é concedido a militares estrangeiros após um breve curso na Escola Aerotransportada.

#### Iniciação ao Paraquedismo Militar
O Distintivo de Iniciação Militar Paraquedista (em francês:  Brevet d'initiation au parachutisme militaire, BIPM) foi criado em 1980 e destinado a militares fora das unidades aerotransportadas. Foi concedido por quatro saltos diurnos. O curso BIMP foi encerrado em 1994 para militares franceses, mas o distintivo ainda é concedido a militares estrangeiros após um breve curso na Escola Aerotransportada.

#### Paraquedista Militar
O Brevê de Paraquedista Militar (em francês:  Brevet parachutiste militaire, BPM) é o curso padrão para todos os militares de unidades aerotransportadas e todos os graduados da Escola Militar Especial de Saint-Cyr. Foi criado em 1946 e é concedido para seis saltos, contando três saltos diurnos padrão, um salto diurno com paraquedas reserva, um salto noturno sem equipamento, e um salto noturno com equipamento completo.

#### Monitor Paraquedista
O Brevê de Monitor Paraquedista (em francês:  Brevet de moniteur parachutiste) é concedido a suboficiais de longa serviço em unidades aerotransportadas. Seus graduados podem ensinar os fundamentos do salto de paraquedas aos estagiários, atuar como assessores técnicos em assuntos de paraquedismo e serem mestres de salto tanto em unidades quanto nas Escolas Aerotransportadas.

#### Queda Livre Operacional
O Brevê de Queda Livre Operacional (francês: Brevet de chuteur opérationnel em francês:  Brevet de chuteur opérationnel) é concedido a graduados de longos cursos em técnicas militares de queda livre. Todos os graduados devem ter pelo menos concluído o Curso de Paraquedismo Militar e ter alguns anos de experiência em unidades aerotransportadas. O Brevê de Queda Livre Operacional faz parte do treinamento para forças especiais e para pelotões de comandos dentro das unidades aerotransportadas.

#### Instrutor de Paraquedismo de Alta Altitude
O Brevê e Paraquedismo de Alta Altitude (em francês:  Brevet d'instructeur au saut en ouverture commandée retardée, INSOCR) é concedido a sargentos de longo serviço em unidades aerotransportadas que desejam se tornar mestres de salto em queda livre. Todos os graduados devem ter concluído o curso de Queda Livre Operacional e servir alguns anos em uma unidade aerotransportada utilizando técnicas HALO/HAHO.

### Força Aérea
Não existe escola paraquedista na Força Aérea francesa; o treinamento de salto é realizado na Escola Aerotransportada (do Exército), mas a Força Aérea usa alguns distintivos específicos para treinamento avançado de paraquedismo.

#### Iniciação Militar Paraquedista
O Brevê Iniciação Militar Paraquedista é concedido aos formandos de um curso de curta duração da Escola Aerotransportada do Exército, onde os únicos alunos são cadetes da Força Aérea. É concedido após quatro saltos diurnos.

#### Brevê Militar Paraquedista
O Brevê Militar Paraquedista da Força Aérea é concedido aos militares da Força Aérea já formados na ETAP do Exército, servindo nos Fusiliers Commandos de l'Air, nas unidades de infantaria paraquedistas da Força Aérea. É necessário um mínimo de 30 saltos para a atribuição do brevê da Força Aérea.

#### Paraquedismo Especializado
O Brevê de Paraquedismo Especial (em francês:  Brevet de parachutiste spécialisé) é o distintivo de queda livre da Força Aérea. É concedido após longos cursos na Escola Aerotransportada do Exército e no Esquadrão de Treinamento de Fuzileiros Comandos do Ar.

## Alemanha

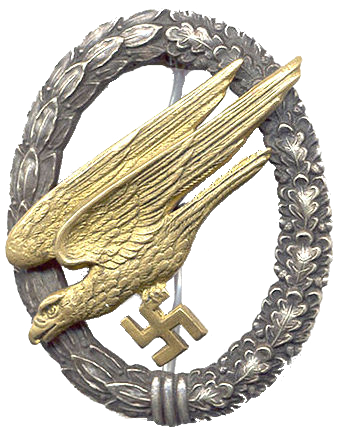
Distintivo de Paraquedista da Luftwaffe.

A Alemanha teve três sistemas de brevetação, primeiro na Alemanha Nazista e depois nas duas Alemanhas durante a Guerra Fria.

### Alemanha Nazista
No Terceiro Reich, o Distintivo de Paraquedista foi criado em 1936 e concedido na Segunda Guerra Mundial na Wehrmacht e na Waffen-SS. Dois brevês iniciais foram criados, um do Exército (Das Heer) e outro da Aeronáutica (Das Luftwaffe). O primeiro distintivo foi criado em 5 de novembro de 1936 pelo Regimento Herman Göring da Luftwaffe, sendo seguido pela companhia paraquedista do Exército em 1º de janeiro de 1937. Seguindo o sistema de lutas internas dos diferentes "feudos" políticos do sistema nazista, a Força Aérea de Hermann Göring venceu a disputa e ganhou a posse dos paraquedistas (Fallschirmjäger) e o brevê da Luftwaffe tornou-se o modelo padrão. Desta feita, os paraquedistas do Exército foram transferidos para a Força Aérea, mantendo o seu brevê inicial. O treinamento requeria seis saltos e uma requalificação anual para manter o brevê.

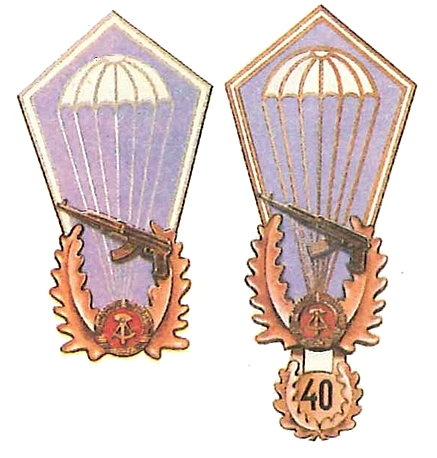
Versão básica do brevê paraquedista do NVA e incremento de 40 saltos

Em 6 de setembro de 1943, a Waffen-SS criou o 500º Batalhão SS Paraquedista (em alemão:  SS-Fallschirmjäger-Bataillon 500, SS-Fsjg.-Batl. 500) para operações anti-partisans; tornando-se operacional em 8 de fevereiro de 1944. Este batalhão seria reformado duas vezes, e os paramilitares da Waffen-SS pertencentes aos 500º, 501º e 502º Batalhões SS-Paraquedistas receberam o distintivo da Luftwaffe depois de passarem pelo treinamento de salto. Com a criação do novo exército alemão ocidental em 1955, foi criada uma versão desnazificada deste brevê em 1957.

### República Democrática Alemã
Na Alemanha Oriental, os militares do 40º Regimento de Assalto Aéreo do Exército Popular Nacional recebiam o brevê paraquedista após a conclusão do curso de treinamento paraquedista. Após cinco saltos, o distintivo de salto de paraquedas era concedido. Houve seguidores adicionais para o número de saltos alcançados em cada caso com 10, 25, 30, 35, 40, 50, 75, 100, 150 e depois em incrementos adicionais de 50. O brevê foi inspirado no modelo soviético, com um formato pentagonal esticado contendo um paraquedas com um fuzil AK-47 de coronha dobrável, e uma base com o emblema da República Democrática Alemã e duas asas estilizadas.

### República Federal da Alemanha

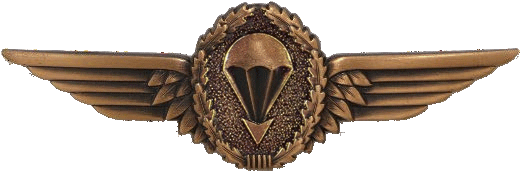
Brevê paraquedista em bronze

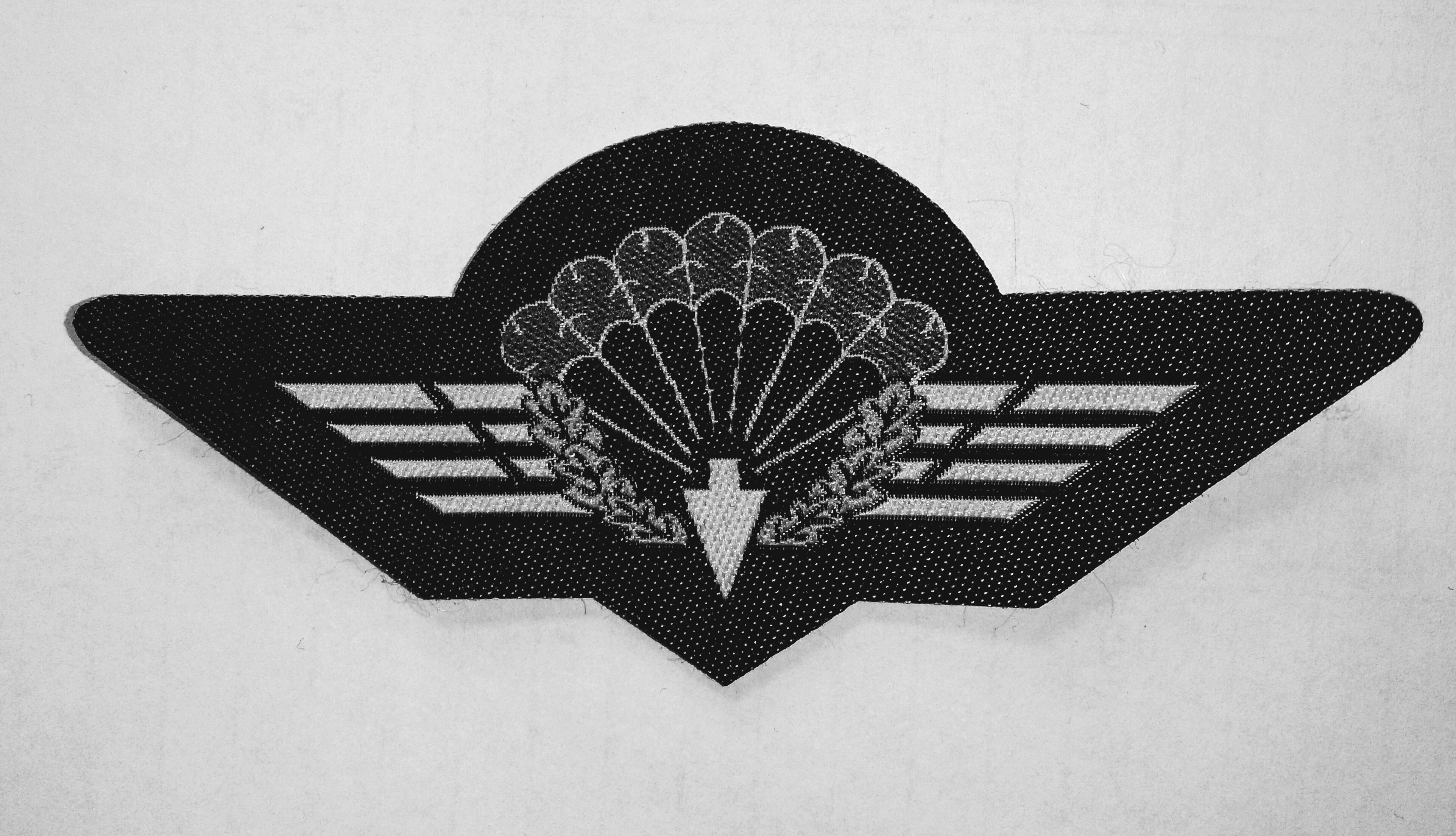
Brevê paraquedista do GSG9 da Polícia Federal da Alemanha

A Alemanha Ocidental criou dois brevês, para os militares e para a Polícia Federal alemã. O brevê paraquedista da Bundeswehr é concedido após a conclusão do curso paraquedista realizado na Escola Aerotransportada/Aeromóvel em Altenstadt, na Alemanha. As forças aliadas que cumprirem os requisitos também poderão receber o brevê paraquedista alemão. A insígnia apresenta um pára-quedas estilizado rodeado por uma coroa de folhas de carvalho, ladeadas nos lados esquerdo e direito por asas estilizadas.
O brevê é concedido em três níveis:
| Nível | Classificação | Requisitos |
| ----- | ------------- | ---------- |
| 1     | Bronze        | 5 saltos   |
| 2     | Prata         | 20 saltos  |
| 3     | Ouro          | 50 saltos  |

Os integrantes do GSG9, força especial da Polícia Federal e especialmente qualificados em paraquedismo, inclusive paraquedismo militar de alta altitude, e lotados na seção de paraquedismo recebem o brevê de paraquedista do GSG9.

## Estados Unidos

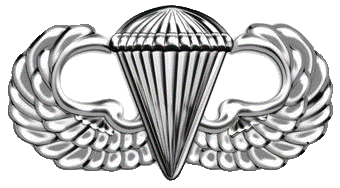
Brevê de Paraquedista Básico

O Brevê Paraquedista dos Estados Unidos, também conhecido como "Asas de Salto" (Jump Wings) é um distintivo militar das Forças Armadas dos Estados Unidos.
Depois de realizar mais cinco saltos, os militares da Marinha e do Corpo de Fuzileiros Navais estão autorizados a usar as asas douradas paraquedistas da Marinha e do USMC em vez de seu prêmio inicial do Brevê Básico Paraquedista. Existem três versões do Brevê Paraquedista. A Guarda Costeira dos Estados Unidos é o único serviço que não emite Brevê Paraquedista e não possui militares servindo em status de salto; entretanto, os membros da Guarda Costeira têm direito a receber o Brevê Paraquedista de outro serviço se o treinamento adequado for recebido. O brevê é concedido aos militares das Forças Armadas dos EUA após a conclusão do Curso Básico Paraquedista da Escola Aerotransportada do Exército dos Estados Unidos ou do treinamento de paraquedismo em queda livre na Academia da Força Aérea dos Estados Unidos.
Se brevetados, os paraquedistas do Exército que atendam às qualificações e saltem com uma força estrangeira, também poderão usar um conjunto de asas estrangeiras em seu uniforme Classe A. De acordo com o AFI36-2903, página 139 (edição de 2 de agosto de 2006), os militares da Força Aérea podem usar asas de salto concedidas no exterior enquanto estiverem estacionados no país em questão ou participando de uma função oficial ou social organizada por este governo, e se o agraciado já tiver recebido asas de salto americanas.
O Brevê Paraquedista original foi projetado em 1941 pelo então Capitão William P. Yarborough e aprovado pelo Departamento do Exército em março daquele ano. Além do brevê paraquedista, os paraquedistas do Exército dos EUA usavam um emblema de "parapente" na parte frontal esquerda (alistados) ou no lado direito (oficiais) do boné de guarnição. Até o final da década de 1940, as unidades de planadores também eram incluídas nas divisões aerotransportadas, daí o pára-quedas e o planador no boné. O boné de guarnição com emblema de parapente foi substituído pela boina bordô. As tropas da 101ª Divisão Aerotransportada (Assalto Aéreo), uma antiga unidade paraquedista, continuaram a usar o boné de guarnição com insígnia até que a boina preta foi adotada em todo o Exército, exceto nas organizações que já usavam boinas bordô (Aerotransportadas) ou verdes (Forças Especiais), e, no caso dos Rangers, mudaram de preto para castanho.

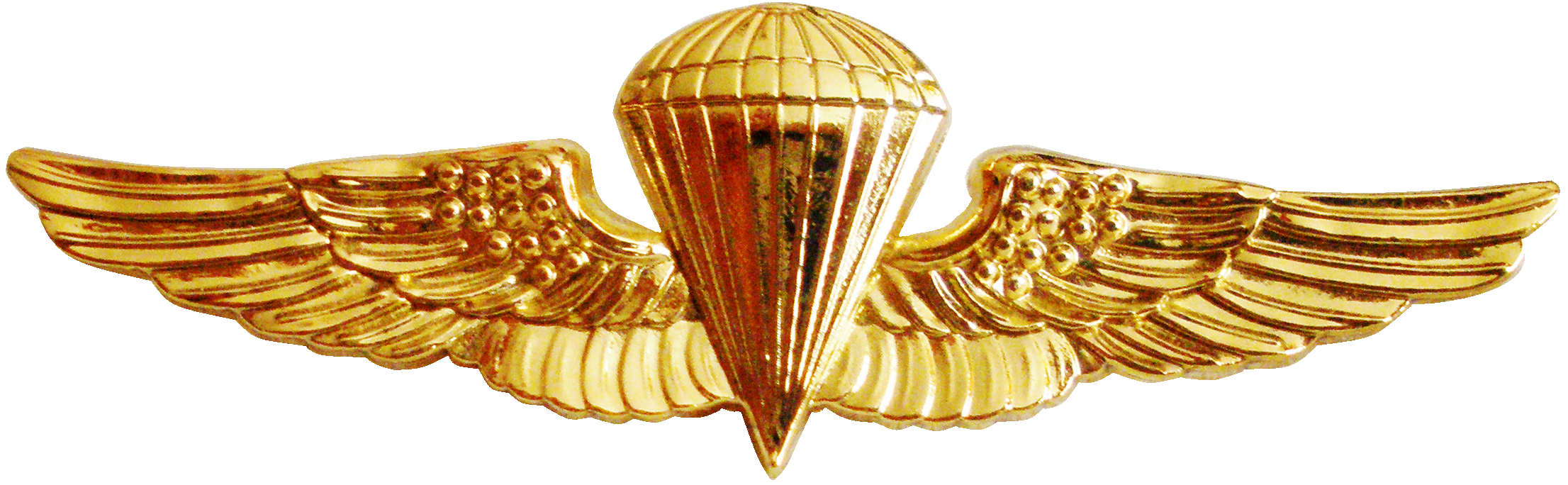
Insígnia de Paraquedista da Marinha e do Corpo de Fuzileiros Navais

A Insígnia de Paraquedista da Marinha e do Corpo de Fuzileiros Navais era originalmente conhecida como Brevê de Dobrador Paraquedista, certificado pela Marinha dos EUA e projetada pela American Insignia Company em 1942 para graduados da Escola de Dobragem Paraquedista da Marinha dos EUA. Durante a Segunda Guerra Mundial, apesar de ser contra o regulamento de uniformes, tornou-se comum que os paraquedistas do Corpo de Fuzileiros Navais que receberam o distintivo prateado do Paraquedista Básico do Exército usassem o distintivo dourado certificado pela Marinha, porque acreditavam que as "asas de Dobrador" douradas ficavam melhor em seus uniformes. Esse uso não-autorizado do distintivo tornou-se tão comum que, em julho de 1963, o Comandante de Reconhecimento da Força do Corpo de Fuzileiros Navais dos Estados Unidos, Bruce F. Meyers, enviou um pedido ao Chefe de Operações Navais, o Almirante George W. Anderson, através do Comandante do USMC, o General Jr. Shoup, solicitando que o distintivo de Dobrador Paraquedista da Marinha fosse oficialmente o brevê paraquedista da Marinha e do Corpo de Fuzileiros Navais. O pedido foi aprovado pelo Almirante Anderson em 12 de julho de 1963, de acordo com o Aviso BuPers 1020. Desde 1963, ser graduado pela Escola de Paraquedistas da Marinha dos EUA não é mais um requisito para obter o distintivo.

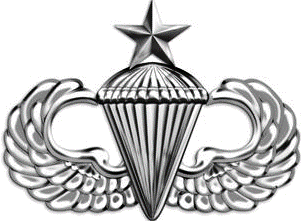
Distintivo de Paraquedista Sênior.
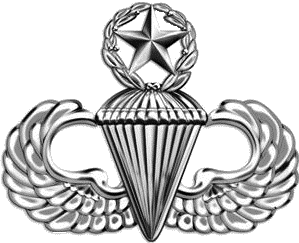
Distintivo de Mestre Paraquedista.
Distintivo de Paraquedista Militar de Queda Livre.
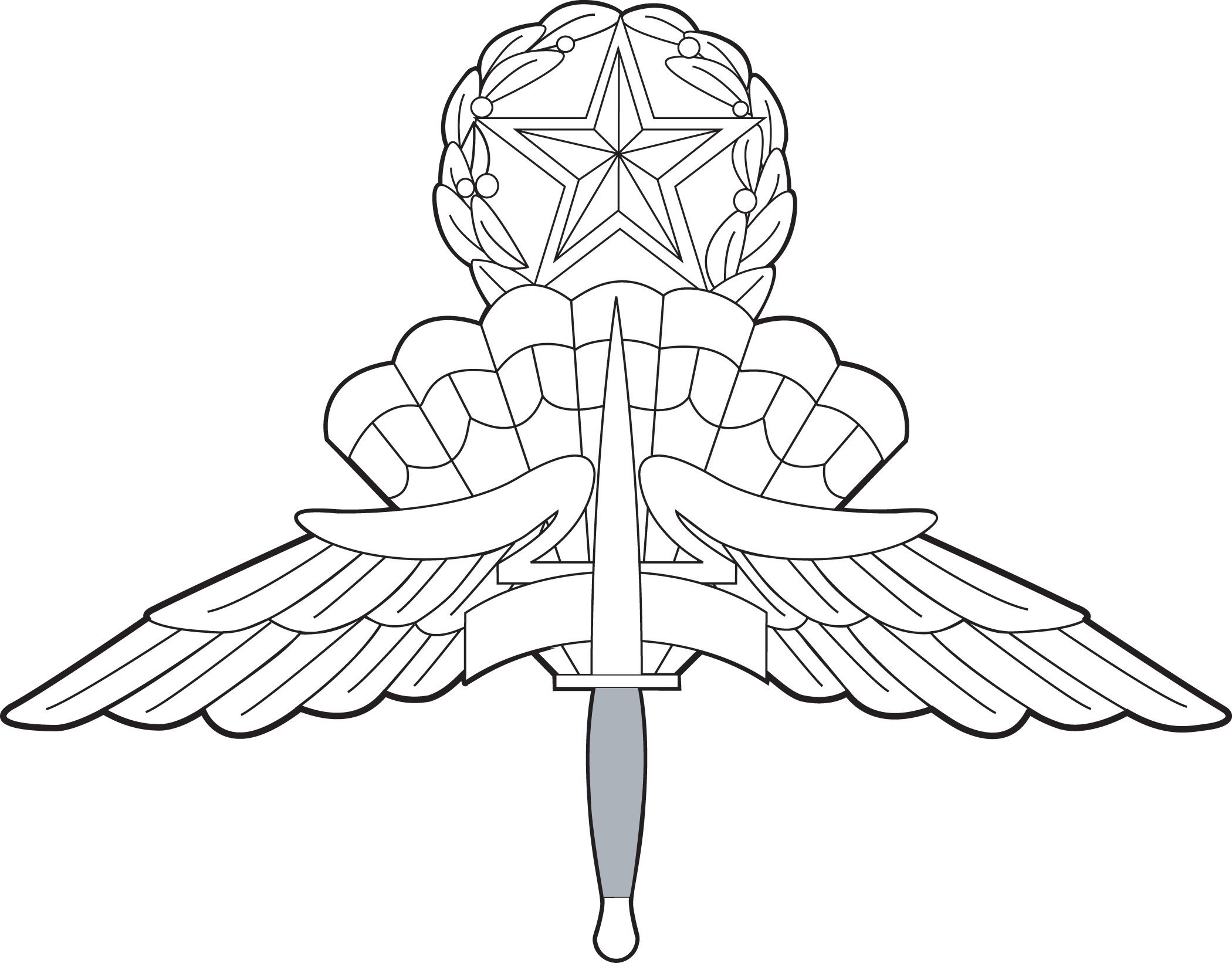
Distintivo de Mestre Paraquedista Militar de Queda Livre.

## Hungria

Brevê paraquedista húngaro de 1940

Desde 14 de dezembro de 2021, os militares qualificados em paraquedismo das Forças de Defesa Húngaras estão autorizados a usar novamente uma versão bordada do brevê da caveira e de facas cruzadas de 1940. É formalmente denominado Distintivo Paraquedista 1940/2021M.

## Índia
A insígnia regimental do Regimento Paraquedista é um pára-quedas aberto, parcialmente atrás de um círculo com a palavra "Parachute" na parte superior e um pergaminho na parte inferior com a palavra "Regiment"; as asas estão abertas a partir do círculo e uma adaga é sobreposta ao pára-quedas e à parte superior do círculo; tudo em metal prateado. Tal como acontece com grande parte das forças pára-quedistas mundiais, o capacete normal é uma boina vermelho-bordô, embora haja um turbante bordô para os militares siques.

As forças especiais, que fazem parte do Regimento Paraquedista, possuem um brevê distinto chamado Balidaan, que possui uma adaga comando apontada para baixo, com asas estendidas para cima que se estendem desde a lâmina e um pergaminho sobreposto à lâmina com "Balidaan" inscrito em devanágari; o conjunto em metal prateado sobre um retângulo vertical de plástico vermelho.

Distintivo regimental.
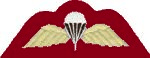
Asas de paraquedista.
Distintivo Balidan.

## Itália

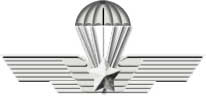
Paraquedista Militar

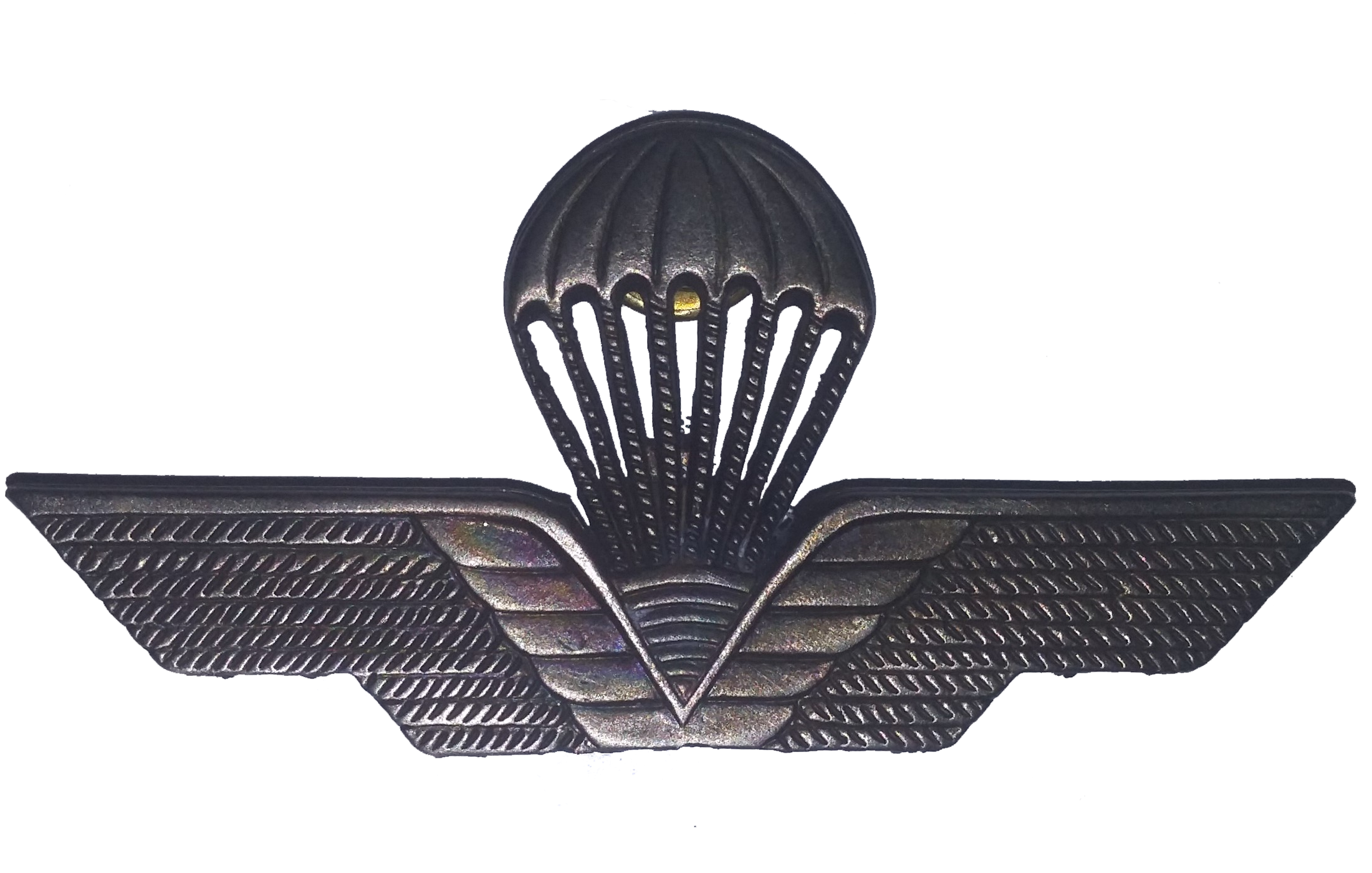
Paraquedista Qualificado

As Forças Armadas italianas emitem quatro graus diferentes do Brevê Militar Paraquedista, comum a todas as Forças, como segue:
- Paraquedista Militar (em italiano:  Paracadutista Militare). O distintivo básico de qualificação militar.
- Paraquedista de Guerra (em italiano:  Paracadutista di Guerra). Igual ao Brevê Militar Paraquedista, mas em metal dourado. Concedido como uma marca de honra aos veteranos paraquedistas da 2ª Guerra Mundial e aos paraquedistas atuais após 30 anos de status de salto.
- Mestre-de-Salto Paraquedista (em italiano:  Paracadutista Direttore di Lancio). Igual ao distintivo de paraquedista militar, mas sobre fundo de tecido vermelho.
- Incursor Qualificado para Lançamento em Alta Altitude (em italiano:  Incursore Abilitato all'Effettuazione di Lanci ad Alta Quota). Semelhante ao Brevê de Paraquedista Militar de Queda Livre dos EUA, concedido apenas ao pessoal das Forças Especiais.

Os militares qualificados e civis paraquedistas podem ser autorizados a usar a relativa insígnia no uniforme, chamada de Brevê de Paraquedista Qualificado para o Salto (em italiano:  Paracadutista Abilitato al Lancio). A insígnia de Paraquedista Qualificado é concedida pelo Exército Italiano e é semelhante à de Paraquedista Militar, mas sem a estrela.

## Holanda
O curso de paraquedista é feito pela “Defensie Para School”. As Forças Armadas dos Países Baixos conhecem 9 tipos de asas paraquedistas:
- Brevê B - Abertura Automática, Linha Estática: 5 saltos, o certificado e o brevê são concedidos pelos centros esportivos holandeses de paraquedismo em Texel e Teuge e podem ser concedidos por outros centros holandeses, se autorizados. Também é concedido a saltadores estrangeiros que se qualifiquem em solo holandês.
- Brevê A - Paraquedista Operacional, Linha Estática: 8 saltos, sendo que os últimos 3 devem ser completados com equipamento e arma, e o último deve ser feito à noite. Altitude máxima: 400 metros. O curso é concluído por membros da 11ª Brigada Aeromóvel e do Corpo de Fuzileiros Navais Reais Holandeses.
- Brevê SLS - Paraquedista Operacional, Linha Estática, Quadrado: Igual ao certificado A, sendo que o último salto deve ser com equipamento e arma, e o último precisa ser feito à noite. Apenas para os pelotões de reconhecimento do fuzileiros navais holandeses.
- Brevê B - Queda Livre Paraquedista: 20 saltos, dos quais 3 devem ser feitos com o "método de Queda Livre Acelerada", e um salto noturno. Este certificado é feito principalmente por dobradores de paraquedas e supervisores de oxigênio da Força Aérea Real Holandesa.
- Brevê C - Paraquedista Operacional, Queda Livre: 20 saltos, novamente 3 saltos com equipamento e arma, 2 saltos noturnos, um com equipamento e arma, altitude máxima de cerca de 4.000 metros. Todos os Comandos do Exército precisam fazer o curso durante a Fase 3 do Curso de Comandos, e membros do MARSOF do Corpo de Fuzileiros Navais Reais.
- Brevê C-OPS - Paraquedista Operacional, Queda Livre: 10 saltos, diurnos e noturnos, 8 saltos com equipamento, console de navegação e arma, 5 precisam ser feitos com mochila. A altitude máxima é de 4.000 metros, sendo necessários 3 saltos de precisão. Curso avançado após o curso de certificado C, tem foco em saltos coletivos, e o curso é para operadores dos Comandos do Exército.
- Brevê D - HALO/HAHO: A quantidade de saltos depende da proficiência do aluno e os saltos são realizados com altitude máxima de 10.000 metros com oxigênio. O curso é realizado apenas por grupos de Comandos, especializados em saltos HALO/HAHO, e instrutores do Grupo de Treinamento Paraquedista.
- Asas Operacionais: Brevê raro, a última vez que foi concedido foi em 10 de março de 1949 na Indonésia.
- Asas de Mestre de Salto e Instrutor: Concedido após o curso de mestre de salto, com proficiência em Linha Estática e Queda Livre.

## Filipinas
O Brevê Paraquedista das Forças Armadas das Filipinas, também conhecido como "Brevê Aerotransportado", é concedido pelo Chefe do Estado-Maior aos militares da ativa, aos cadetes militares e aos candidatos a oficial que tenham completado satisfatoriamente os requisitos do Curso Básico Aerotransportado previsto no POI realizado pela Escola Aerotransportada, Regimento de Forças Especiais (Aerotransportado).

## Polônia

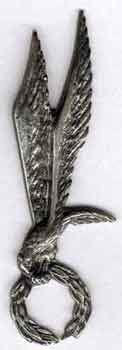
Odznaka Spadochronowa polonês

O Odznaka Spadochronowa polonês foi baseado no prêmio anterior denominado Odznaka Pilota Wojskowego, ou Brevê de Piloto Militar. Foi introduzido pela primeira vez pelo notável escultor polaco Władysław Gruberski em 1919 e foi aceito pouco depois como a insígnia de todos os pilotos das Forças Aéreas Polacas. O emblema apresentava uma águia com asas abertas, segurando uma coroa de louros no bico.
Em 1941, após a criação da 1ª Brigada Paraquedista Independente Polonesa treinada no Reino Unido, um símbolo semelhante foi adotado como insígnia de todos os paraquedistas poloneses. Apresentava uma águia prateada mergulhando. O símbolo também foi adotado pelos cichociemni e hoje em dia é utilizado por todos os ramos do Exército Polonês. Além disso, a unidade especial polonesa GROM adotou uma versão modificada do símbolo como emblema. É comumente (embora informalmente) referido como gapa (águia-mergulhadora).

## Cingapura
As Asas de Prata são concedidas após a conclusão bem-sucedida do Curso Básico Aerotransportado conduzido pela Ala de Treinamento Paraquedista, Escola de Comandos. Concedido pela primeira vez ao lote pioneiro de 27 NSF da 2ª Companhia, 1º Batalhão de Comandos (1 CDO BN) da formação Comando, compreende um par de asas abertas ladeando um paraquedas aberto, com uma faixa na base com a palavra "SINGAPURA". Com desenho sancionado pelo Comandante do 1 CDO BN, Tan Kim Peng Clarence, é diferenciado por um forro de veludo carmesim para Comandos, enquanto os dos Instrutores de Salto Paraquedista Comando possuem forro de veludo dourado. Os não-comandos usam o distintivo sem qualquer forro.

## Espanha

"Rokiski" espanhol

A Força Aérea Espanhola instituiu em 1946 o seu próprio regulamento de uniformes, que incluía o distintivo de paraquedista conhecido como Rokiski, concedido a todos os soldados que completaram o Curso Básico Paraquedista na Escola Militar de Paraquedismo "Méndez Parada" junto com o título de Caçador Paraquedista (em castelhano:  Cazador Paracaidista). O militar com este brevê só pode usá-lo enquanto estiver em serviço em uma unidade paraquedista ou se o status permanente for concedido. O estatuto permanente é concedido ao militar se:
- Esteve 2 ou mais anos em uma unidade paraquedista.
- Uma lesão relacionada ao serviço o impede de permanecer 2 ou mais anos em uma unidade paraquedista.
- Já saltou pelo menos 3 vezes em território inimigo em zona de conflito.

## Reino Unido
As Forças Armadas Britânicas concedem uma série de brevês paraquedistas para militares qualificados, dependendo da unidade ou função. A insígnia tem um paraquedas branco com duas asas azuis-claros. As forças especiais possuem brevês próprios, semelhantes ao brevê geral, com uma versão do SAS e outra do SBS.

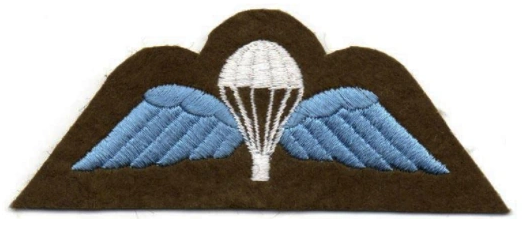
Brevê paraquedista.
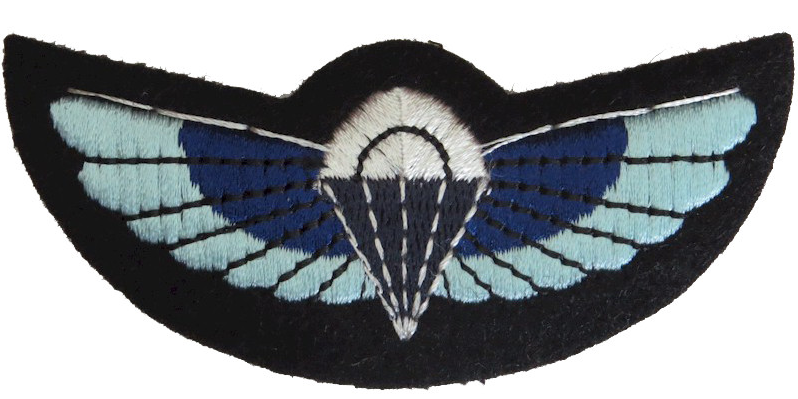
Brevê do SAS.
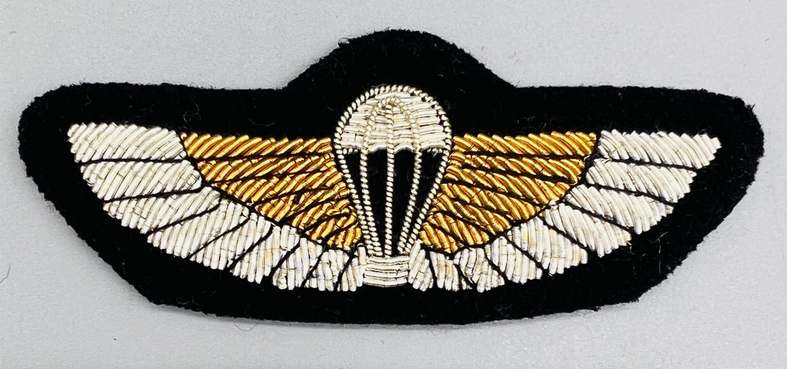
Brevê do SBS.

## Argentina
No Exército Argentino, o militar que completa o treinamento básico de paraquedista recebe um distintivo composto por um paraquedas com asas prateadas. Um distintivo dourado é concedido ao militar após cumprir certos requisitos, incluindo vários anos passados em uma unidade de paraquedistas, vários saltos e a conclusão de pelo menos mais dois cursos relacionados ao paraquedismo além do básico, como dobragem, mestre-de-salto, salto livre, etc. Este sistema substituiu o existente até 1993, quando, apesar da experiência em paraquedismo, os oficiais usavam um distintivo dourado, os suboficiais um prateado e os soldados rasos um distintivo prateado menor. Os paraquedistas da Marinha, da Força Aérea e da Gendarmaria usam distintivos semelhantes aos do Exército.

## Tchecoslováquia
Os distintivos da Tchecoslováquia foram concedidos de forma descendente em 3ª, 2ª e 1ª classes.

## Canadá

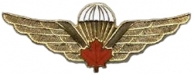
Asas de salto canadenses

Os pára-quedistas canadenses com asas de salto canadenses datam dos dias da 1ª Força de Serviço Especial e do 1º Batalhão de Pára-quedistas Canadense da Segunda Guerra Mundial. Em 1942, o Canadá tinha suas próprias asas distintas, usadas no peito esquerdo, acima das barretas de serviço. Este estilo foi concedido até 1968, quando as atuais asas foram introduzidas. Existem duas classes de asas de salto canadenses, folha de bordo vermelha para conclusão do Curso Básico Paraquedista e folha de bordo branca para conclusão do curso básico, seguida pela conclusão bem-sucedida dos requisitos especificados do Curso de Doutrinação Aerotransportada (em inglês:  Airborne Indoctrination Course, AIC) e meses suficientes de serviço em posição designada de paraquedista. O Regimento Aerotransportado Canadense (abril de 1968 a março de 1995) foi o usuário mais conhecido das asas de salto canadenses. Após sua dissolução em 1995, as tradições de paraquedismo do exército canadense voltaram à prática anterior a 1968 de manter uma companhia paraquedista dentro de um dos batalhões de cada um dos regimentos de infantaria regulares. Muitos dos soldados do Regimento Aerotransportado retornaram às suas "casas" regimentais e formaram companhias no batalhão leve de cada um de seus regimentos (o 3º Batalhão do Regimento Real Canadense, o 3º Batalhão de Infantaria Ligeira Canadense da Princesa Patrícia e o 3º Batalhão Real 22 Regimento). Esses soldados, e membros qualificados para salto dos Fuzileiros da Rainha do Canadá, têm o direito de usar as asas de salto de folha branca. Os militares estrangeiros e todos os outros graduados que concluírem o curso básico paraquedista canadense receberão as asas de salto de folha vermelha.

## Outros países

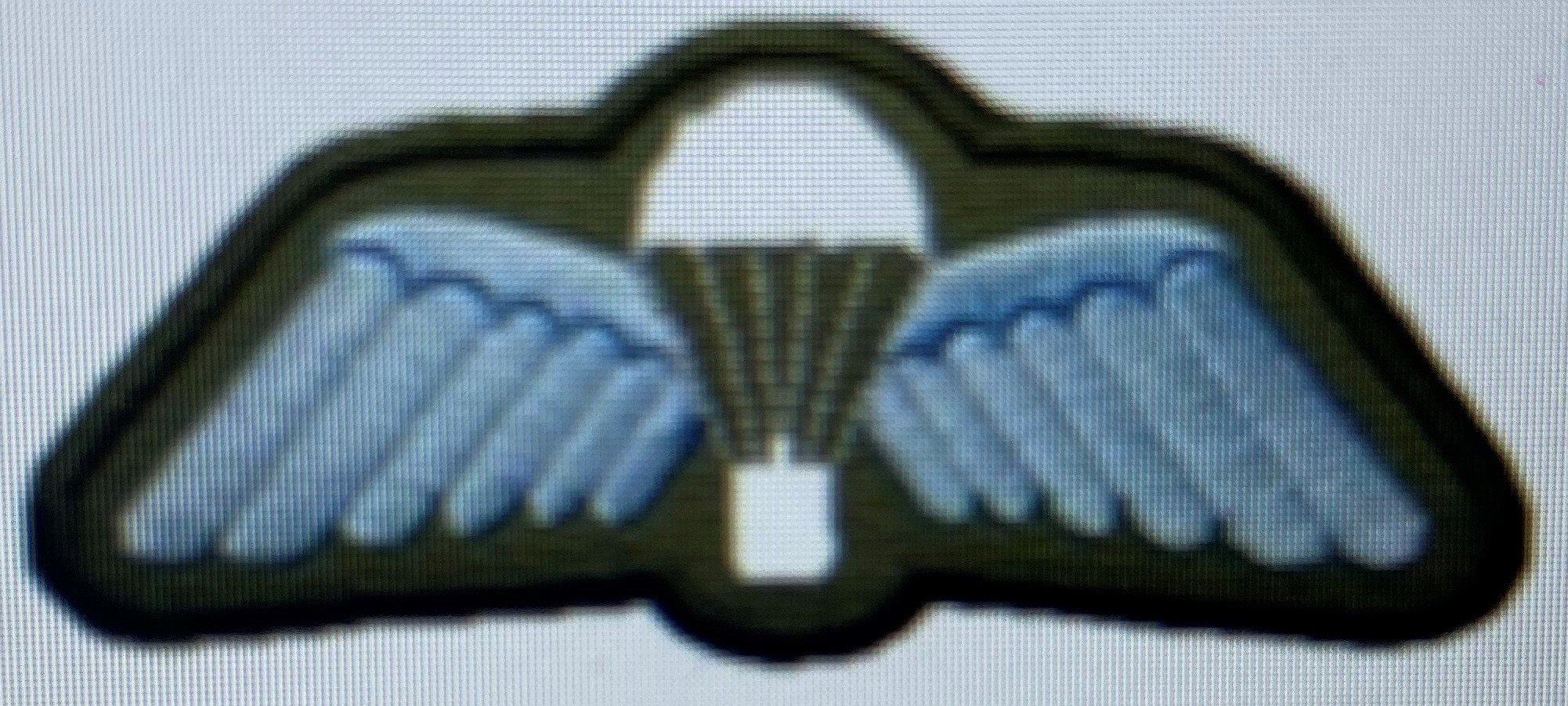
Austrália.
Bangladesh.
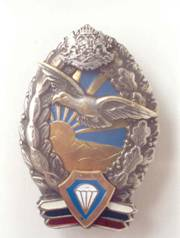
Bulgária.
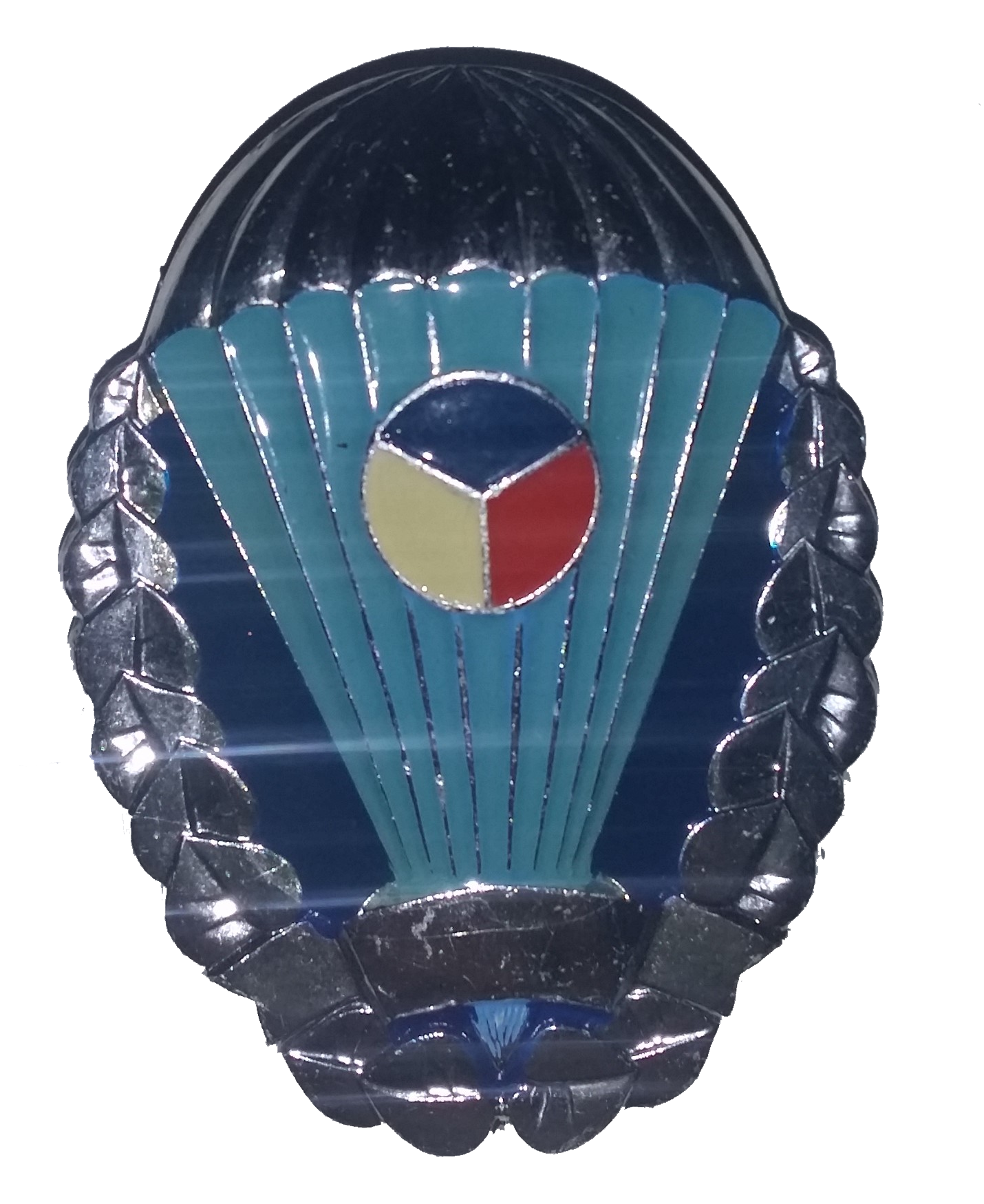
República Tcheca.
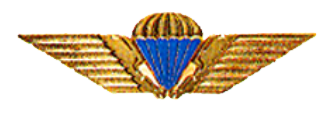
Dinamarca.
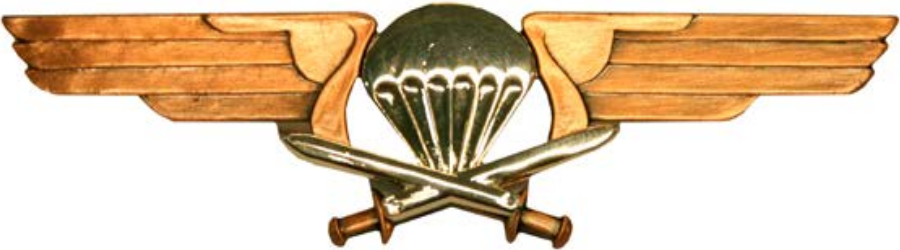
Finlândia.
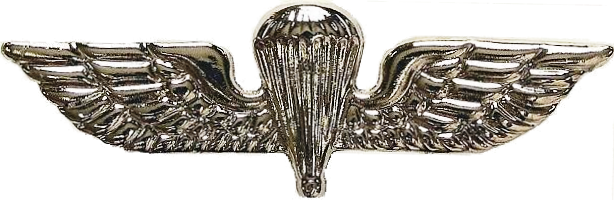
Grécia.
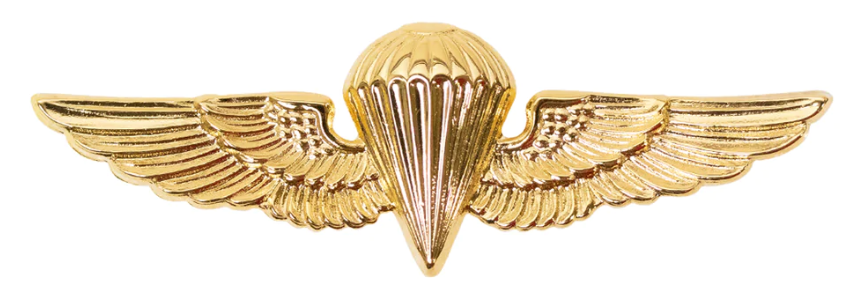
Honduras.
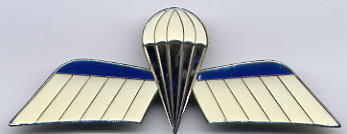
Holanda.
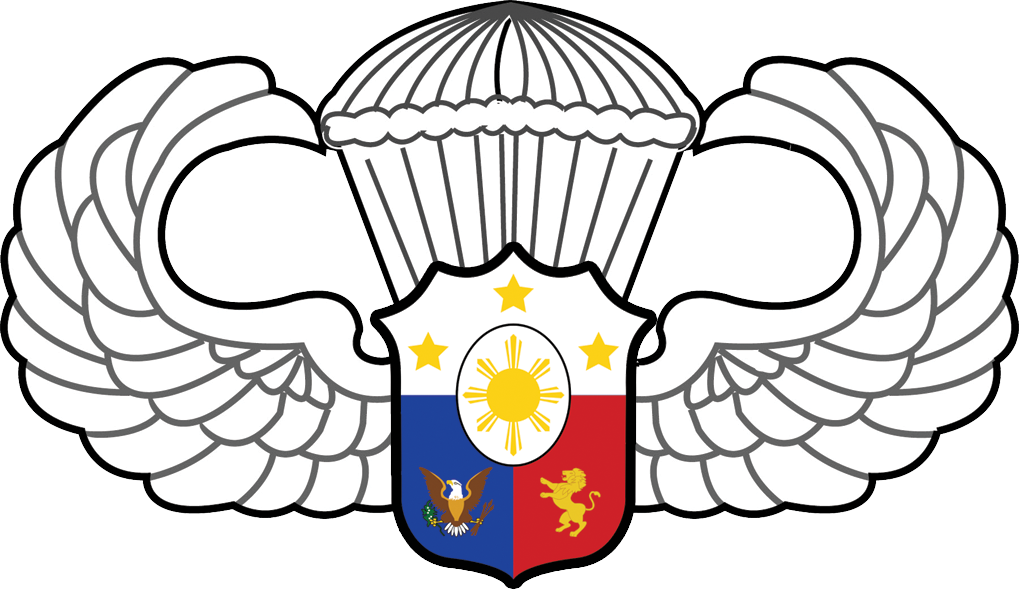
Filipinas.
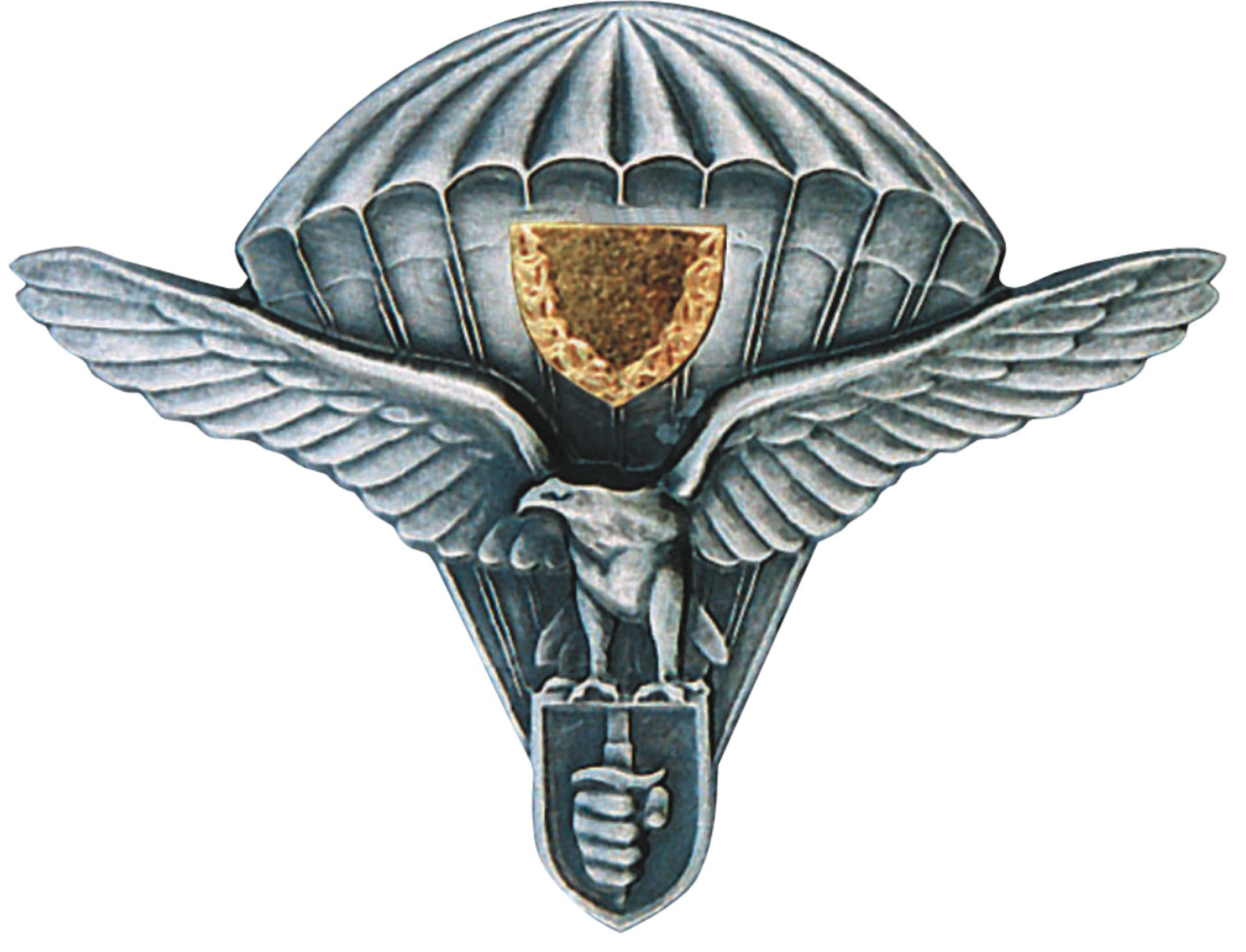
Eslováquia.
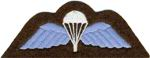
Reino Unido.
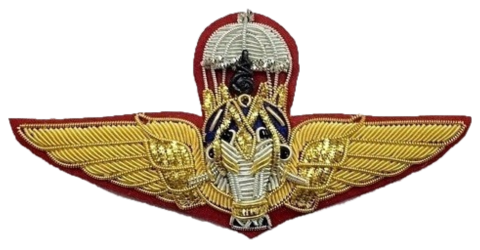
Tailândia.
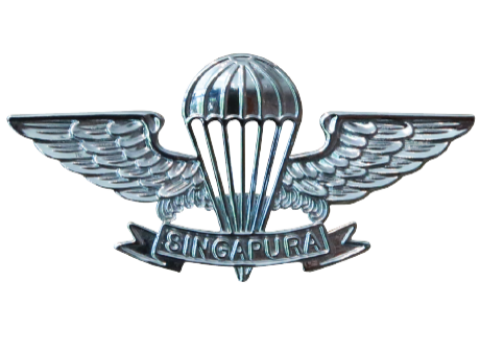
Cingapura.

### Antigos países

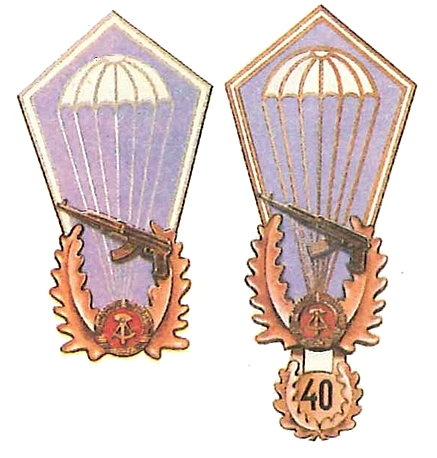
Alemanha Oriental.
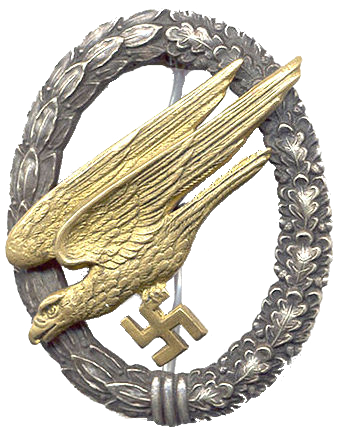
Alemanha Nazista.
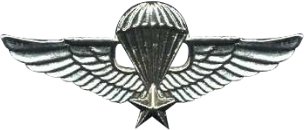
Vietnã do Sul.
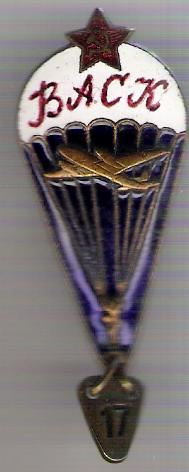
União Soviética.